# Ditel·lurur de molibdè
El telurur de molibdè (IV), el ditelurur de molibdè o simplement el telurur de molibdè és un compost de molibdè i tel·luri amb fórmula MoTe₂, que correspon a un percentatge de massa del 27,32% de molibdè i del 72,68% de tel·lúr. Es pot cristal·litzar en làmines bidimensionals que es poden reduir fins a monocapes flexibles i gairebé transparents. És un semiconductor i pot fer fluorescència. Forma part d'una classe de materials anomenats dicalcogenurs de metalls de transició. Com a semiconductor, la banda intercalada es troba a la regió infraroja. Això augmenta l'ús potencial com a semiconductor en electrònica o detector d'infrarojos.

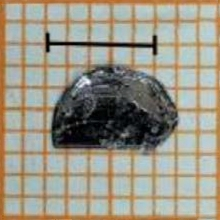
Criatall de MoTe2.

MoTe ₂ es pot preparar escalfant la proporció correcta dels elements junts a 1100 °C al buit. Un altre mètode és la deposició de vapor, on el molibdè i el tel·luri es volatilitzen en gas brom i després es dipositen. L'ús de brom dona lloc a la formació d'un semiconductor de tipus n, mentre que l'ús de tel·luri només dona lloc a un semiconductor de tipus p.
En la forma α a granel de MoTe₂, el material és un semiconductor amb un interval de banda indirecte a temperatura ambient de 0,88 eV i una banda bretxa directa d'1,02 eV. Si en comptes de les formes massives, es mesuren nanocapes, la bretxa de banda indirecta augmenta a mesura que es redueix el nombre de capes. α-MoTe ₂ canvia d'un material indirecte a un material de banda intercalada en rodanxes molt fines. És un material bandgap directe quan es tracta d'una o dues capes (monocapa o bicapa).
a bretxa de banda es redueix per a MoTe ₂ amb deficiència de tel·luri de 0,97 a 0,5. La funció de treball és 4.1 eV.
Els usos potencials de MoTe₂ són per a lubricants, electrònica, optoelectrònica o material fotoelèctric. Els díodes s'han fabricat a partir de MoTe₂ coent un material de tipus p en brom. El diagrama de corrent en funció de la tensió del díode mostra molt poc corrent amb polarització inversa, una regió exponencial amb dV/dln(j) d'1,6 i a tensions més altes (>0,3V) una resposta lineal a causa de la resistència. Quan s'utilitza com a condensador, la capacitat varia com el quadrat invers de la polarització, i també baixa per a freqüències més altes. També s'han construït transistors a partir de MoTe₂. MoTe₂ té potencial per construir electrònica de baixa potència. Els transistors d'efecte de camp (FET) s'han construït a partir d'una bicapa, tres capes i nanocapes més gruixudes. S'ha construït un FET ambipolar, i també un FET que pot funcionar en modes n o p que tenia dos elèctrodes superiors.